# Roger Bourdin (chanteur)
Pour les articles homonymes, voir Bourdin et Roger Bourdin.
Roger Bourdin (né le 14 juin 1900 dans le 19e arrondissement de Paris, ville où il est mort le 14 septembre 1973 en son domicile dans le 17e arrondissement) est un baryton français.

## Carrière
Il étudie au Conservatoire de Paris avec Gresse et Jacques Isnardon. Il fait ses débuts à l'Opéra-Comique en 1922 dans Manon de Jules Massenet, et à l'Opéra de Paris en 1940, dans Mârouf, savetier du Caire d'Henri Rabaud. En troupe dans ces deux théâtres jusqu'en 1959, il y assure plus de 30 créations et reprises importantes, défendant un répertoire de près de 100 rôles.  
Il crée entre autres :
- Sophie Arnould de Gabriel Pierné,
- Angélique de Jacques Ibert,
- Rayons des Soieries de Manuel Rosenthal
- Madame Bovary d'Emmanuel Bondeville.

S'il chante peu à l'étranger, il se produit néanmoins à Londres (1930) et à Milan (1949), ainsi qu'à Buenos Aires. Nommé professeur au Conservatoire de Paris, il prend sa retraite en 1965.
Pendant la Seconde Guerre mondiale, il est mobilisé de 1939 à 1940 et affecté à l'hôpital du Val-de-Grâce.
Il s'est marié le 17 mai 1944 à la soprano Géori Boué, et ils ont eu deux filles, dont la romancière Françoise Bourdin.

## Sources
- Roland Mancini & Jean-Jacques Rouveroux, Le guide de l'opéra, Fayard, 1986  (ISBN 978-2213595672).